# District de Coober Pedy
Le district de Coober Pedy (Coober Pedy District) est une zone d'administration locale située dans l'Outback au centre de l'État d'Australie-Méridionale, en Australie. 
La principale localité de la zone est Coober Pedy une ville minière (production d'opale) et touristique.